# Grão-Principado da Sérvia
O Grão-Principado da Sérvia ou Ráscia[a] (em sérvio:  Велика кнежевина Србија) foi um estado medieval fundado em 1090 cuja história terminou com a elevação a reino em 1217. Durante o reinado de Constantino Bodino, o "rei da Dóclea", Bolcano foi nomeado para governar a Sérvia como um vassalo e, quando Bodino foi capturado pelos bizantinos, tornou-se um monarca independente com o título de "Grão-Príncipe". Quando Bodino morreu, a Sérvia se tornou a entidade política sérvia mais poderosa e um novo estado se iniciou nas mãos da dinastia Vukanović.
Uresis I, o filho de Bolcano, governava a Sérvia quando os bizantinos invadiram a Dóclea e a Sérvia era a próxima, mas conseguiu sobreviver por causa de seus laços diplomáticos com o Reino da Hungria. Uresis II lutou no início de seu reinado contra os bizantinos, mas, depois de uma derrota, jurou lealdade ao imperador. Dessa, o irmão de Uresis II e um aliado bizantino a princípio, passou a apoiar os húngaros, mas foi deposto em 1163, quando Estêvão Ticomiro, de um ramo cadete (que se tornaria a dinastia Nemânica), foi colocado no trono pelo imperador.
Estêvão Nemânia, o fundador epônimo da dinastia Nemânica, conseguiu o trono depois de derrotar seus três irmãos, que tinham o apoio do imperador. Nemânia lançaria as fundações da Igreja Sérvia em 1199 juntamente com seu filho, São Sava, o primeiro arcebispo dos sérvios (1219) e o autor da mais antiga constituição conhecida da Sérvia, Zakonopravilo. Sava também influenciou fortemente a literatura medieval sérvia. Seu irmão mais velho, Estevão, o Primeiro-coroado, tornou-se rei em 1217.

## Contexto

### Domínio bizantino (969-1043)
Depois da morte de da morte de Tzéstlabo, o reino sérvio ruiu, os nobres locais retomaram o controle sobre suas províncias e, de acordo com a Crônica do Padre da Dóclea, seu genro, Ticomiro, reinou sobre a Sérvia. Logo croatas, búlgaros e bizantinos conquistaram territórios sérvios. Contudo, as fontes escritas sobre esta primeira dinastia terminam na morte de Tzéstlabo. O Catepanato de Ráscia foi fundado entre 971 e 976, durante o reinado de João I Tzimisces (r. 969-976). Contudo, um selo de um estratego de Ras foi datado para o reinado de Tzimisces, o que torna possível que Nicéforo II Focas, antecessor de Tzimisces, já fosse reconhecido como senhor da região. O "protoespatário e catepano de Ras" chamava-se João, mas faltam mais informações sobre o catepano durante o reinado de Tzimisces. A presença militar bizantina terminou logo depois com as guerras contra a Bulgária e foi reestabelecida somente por volta de 1018 com a fundação do breve Tema de Sirmio, cujo território não se estendia por toda a Sérvia.

### Emergência e queda da Dóclea
A missão diplomática sérvia cuja chegada a Constantinopla em 992 foi relatada numa escritura do Mosteiro da Grande Lavra escrito em 993 foi, muito provavelmente, enviada pela Dóclea (Duklja).
Em 1000, Jovan Vladimir emergiu como o mais poderoso nobre sérvio. Com sua corte estabelecida em Bar, na costa do Adriático, ele controlava a maior parte da Sérvia Marítima (Pomorje), incluindo a Travúnia e a Zaclúmia. É possível que seu reino se estendesse mais para o oeste e para o norte, incluindo algumas partes da Sérvia Transmontana (Zagorje) também. Jorge Cedreno chamou o reino de "Trimália ou Sérvia" de acordo Radojicic e Ostrogorski, os bizantinos chamaram de Zeta-Sérvia e seus habitantes, "sérvios". A posição pre-eminente de Vladimir sobre os demais nobres sérvios na região explica por que o imperador bizantino Basílio II se aproximou dele com o objetivo de firmar uma aliança contra a Bulgária. Com suas mãos atadas pela guerra na Anatólia, Basílio precisava de aliados em sua guerra contra o czar Samuel, que dominava a maior parte da Macedônia. Como retaliação, Samuel invadiu a Dóclea em 1009 e atravessou a Dalmácia chegando até Zadar, incorporando a Bósnia e a Sérvia ao seu reino. Depois de derrotar Vladimir, Samuel o restaurou como seu príncipe vassalo. Os bizantinos derrotaram a Bulgária em 1014 e, dois anos depois, Vladimir foi assassinado por João Vladislau da Bulgária.
Por volta de 1034, os sérvios retaliaram contra os bizantinos. Estêvão Vojislau, um sérvio travuniano e arconte da "Dalmácia, Zeta e Ston", possivelmente um parente de Jovan Vladimir, organizou uma revolta durante a troca do imperador em Constantinopla. Ele foi derrotado em 1036 e acabou preso na capital bizantina. A administração da Dóclea foi passada para Teófilo Erótico, o "estratego da Sérvia". Em 1038, Vojislau escapou e retornou para Dóclea, onde iniciou uma nova revolta, desta vez buscando ajuda dos aliados bizantinos nas províncias sérvias vizinhas. Vojislau derrotou Erótico em 1039 e, em julho, Ljutovid da Zaclúmia recebeu o título de "estratego da Sérvia e Zaclúmia", com o imperador concedendo-lhe o direito a todos os principados sérvios. Em 1042, Vojislau derrotou Ljutovid e governou de forma independente até 1043.
Miguel I (Mihailo), o filho de Vojislau, sucedeu ao pai como "grão-príncipe". Em 1052, Miguel recebeu o título de "protoespatário" e casou-se com a sobrinha de Constantino IX, o que resultou numa paz de 20 anos entre bizantinos e sérvios. Em 1068-1071, os bizantinos passaram por enormes dificuldades: a derrota para os turcos seljúcidas em Manzicerta, os normandos da Itália e o golpe de Miguel VII Ducas em 1072. Neste mesmo ano, Miguel apoiou a revolta eslava na Bulgária ao enviar seu filho, Constantino Bodino, que era descendente dos Cometópulos, para receber o título de "imperador da Bulgária". Bodino tomou Naísso e governou por um breve período até ser derrotado por Miguel Saronita, que o enviou preso para Constantinopla. Entre 1060 e 1074, Miguel nomeou seu filho Petrislau como grão-príncipe de Sérvia. Em 1077, Miguel se voltou para o ocidente, para o papa, para assegurar sua independência e um título real. Depois do Grande Cisma, o papa, desejando expandir a jurisdição da Igreja Latina, concedeu-lhe o título de "rei". Em 1078, marinheiros venezianos resgataram Miguel e ele retornou para casa, onde morreu em 1081.
Constantino Bodino apoiou primeiro o Império Bizantino na luta contra os normados em Dirráquio, mas nada vez de fato e os normandos conseguiram tomaram a cidade em 1081. Ele se casou com a filha de um nobre pró-normando de Bari e colocou seus sobrinhos, Bolcano e Marcos como zupanos na Sérvia. Na Bósnia, ele nomeou também um parente, Estêvão. Em 1085, os bizantinos retomaram Dirráquio e a Dóclea era o próximo alvo.

## História

### Reinado de Bolcano
Em 1091 ou 1092, Bolcano se tornou independente e assumiu o título de "Grão-Príncipe" (Veliki Župan). Sua capital estava na região da moderna Novi Pazar e estavam subordinados a ele os duques locais (zupanos, que tinham um território equivalente a um condado), que eram aparentemente autônomos em relação aos assuntos internos de seus domínios, mas que deviam lealdade a Bolcano, principalmente em caso de guerra. É possível também que os duques fossem herdeiros hereditários de seus "condados".
Por volta de 1090, Bolcano começou a atacar o território bizantino, primeiro na região de Cosovo. Por conta da ameaça dos pechenegues, os bizantinos nada podiam fazer para impedir os ataques. Porém, depois da Batalha de Levúnio, na qual os bizantinos destruíram as forças pechenegues, Aleixo I Comneno finalmente pode dar atenção ao front sérvio.
Aleixo I primeiro enviou um exército liderado pelo estratego de Dirráquio, que foi derrotado por Bolcano em 1092. Ele em seguida mobilizou um outro exército, muito maior e liderado por ele mesmo, e marchou para a Sérvia. Bolcano mandou emissários buscando a paz, que Aleixo rapidamente aceitou, pois tinha que lidar com um novo problema: os cumanos, que haviam saqueado o território bizantino até a vizinhança de Adrianópolis. Logo depois da partida do imperador, Bolcano quebrou sua promessa e começou a expandir seus territórios ao longo do Vardar, o que lhe rendeu uma grande quantidade de espólios e as cidades de Vranje, Escópia e Tetovo. Em 1094 ou 1095, Aleixo marchou para oeste para novamente enfrentar os sérvios. Bolcano e seus duques foram à tenda do imperador e ofereceram a paz, dando o filho do grão-príncipe, Uresis I como refém (o que se tornou um hábito por todo o século XII).
Na mesma época, a Sérvia era independente Bolcano agia completamente por si e não era mais vassalo da Dóclea, que estava ocupada com seus próprios problemas internos. Aproveitando-se da confusão por causa da Primeira Cruzada, Bolcano marchou novamente para o sul, invadindo a Macedônia, mas acabou se submetendo em 1106 a Aleixo.